# Plískavice jižní
Plískavice jižní (Lagenorhynchus australis) je druh menšího kytovce z čeledi delfínovití, který se vyskytuje v mořích kolem jižního cípu Jižní Ameriky včetně Falklandů a Drakeova průlivu. Výskyt druhu je silně spojován s chaluhovými lesy. 

## Systematika
Druhové jméno australis v latině znamená „jižní“ nebo „australský“, což odkazuje na areál rozšíření druhu.

## Areál rozšíření a populace
Plískavice jižní se vyskytuje ve vodách kontinentálních šelfů u jižního cípu Jižní Ameriky od pobřežních oblastí do vod vzdálených desítky kilometrů od pobřeží. Obývá především mělčí vody, avšak v oblasti Ohňové země se může vyskytovat i v hlubších vodách fjordů. Areál rozšíření zahrnuje Falklandy a zasahuje poměrně hluboko do Drakeova průlivu. Výskyt plískavice jižní je silně spojován s chaluhovými lesy, které tvoří její hlavní biotopové stanoviště.

## Popis

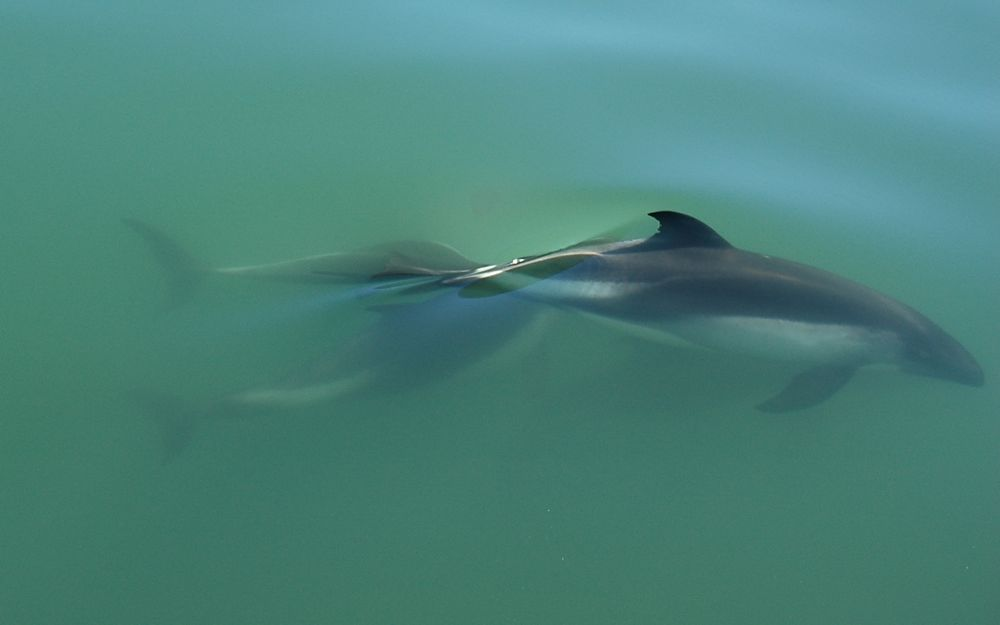
Skupinka plískavic jižních u vodní hladiny

Tento nevelký kytovec dosahuje délky těla kolem 1,8–2,1 m a váhy do 115 kg. Hřbetní strana těla je tmavě šedá až černá. Boky jsou světle šedé a odděleny od bílého břicha tmavou čárou. Další podlouhlá zadní boční skvrna se táhne od konce těla k oblasti pod hřbetní ploutví. Hřbetní ploutev je vysoká, srpovitá s relativně ostrou špičkou. Prsní ploutve jsou tmavé, mírně zakroucené s ostrou špičkou. Zobák je krátký, tmavě šedý až černý, a tato černá může zasahovat až na tváře a hrdlo. To se nicméně individuálně liší, stejně jako zbarvení a tvar podélných světlých skvrn. Ocas je mírně zakřivený, jeho konečky jsou zakulacené. Z obou strany je tmavý.

## Biologie
O biologii je známo jen pramálo informací. Plískavice jižní se typicky vyskytuje v menších skupinkách o 5–30 jedincích, někdy tyto skupiny mohou dosahovat i početnosti kolem jednoho sta plískavic. Délka ponorů se nejčastěji pohybuje kolem půl minuty, může se však potopit i na 3 minuty. U hladiny se projevuje různými akrobatickými kousky zahrnujícím vykukováním nad vodu, skákáním nad hladinu nebo pleskáním hlavou, ploutvemi či ocasem o vodní hladinu. Může i jezdit ve vlnách, často i ve vlnách za loděmi.

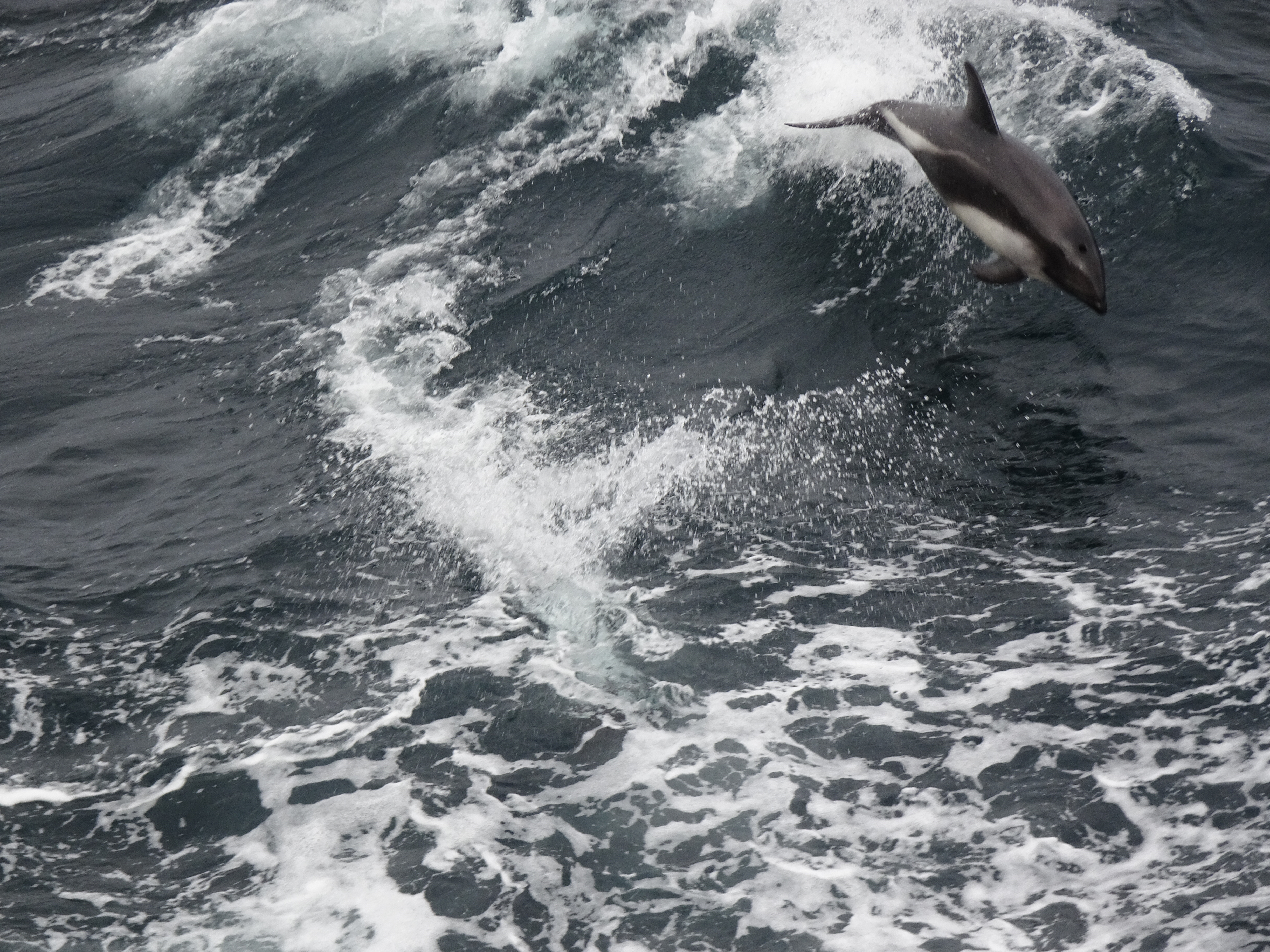
Plískavice jižní vyskakující z vlny

Sbírání potravy je spojováno s chaluhovými lesy, kde loví mj. chobotnice. Mohou nicméně lovit i mimo chaluhové lesy, kde požírají hlavně ryby. K nejdůležitějším druhům požíraných ryb patří sliznatka jižní (Myxine australis), morida patagonská (Salilota australis) a treskovník patagonský (Macruronus magellanicus). Z pojídaných hlavonožců lze jmenovat chobotnici Enteroctopus megalocyathus nebo oliheň Doryteuthis gahi.

## Ohrožení
V 70. a 80. letech byly plískavice jižní hojně harpunovány kolem Ohňové země a Magalhãesova průlivu. Jejich maso bylo používáno jako návnada pro chytání rakovců jako jsou Lithodes santolla a Paralomis granulosa. V Chile byl lov plískavic zakázán v roce 1977, nicméně lov plískavic pokračoval až do poloviny 90. let. Tento lov snad sporadicky a příležitostně pokračuje dodnes, i když o tom nejsou věrohodná svědectví. Novodobou hrozbou plískavic jsou spíše tenatové sítě, do kterých se plíkavice mohou snadno zamotat a utonout.